# شوت، دوون
شوت (به انگلیسی: Shute) یک روستا و محله مدنی در بریتانیا است که در East Devon واقع شده‌است. شوت ۵۸۹ نفر جمعیت دارد.